# Govindua shoreae
Govindua shoreae är en svampart som beskrevs av Bat. & H. Maia 1960. Govindua shoreae ingår i släktet Govindua och familjen Microthyriaceae.   Inga underarter finns listade i Catalogue of Life.